# Madidi-Springaffe
Der Madidi-Springaffe (Plecturocebus aureipalatii, Syn.: Callicebus aureipalatii) ist eine Primatenart aus der Unterfamilie der Springaffen innerhalb der Familie der Sakiaffen (Pitheciidae). Er erhielt seinen wissenschaftlichen Namen von einem Online-Casino nach einer Versteigerung.

## Merkmale
Madidi-Springaffen sind wie alle Springaffen relativ kleine Primaten mit dichtem Fell. Dieses ist am Rücken graubraun, der Bauch sowie die Unterarme und -beine und die Pfoten sind orangerot gefärbt. Der Schwanz ist lang und buschig, er kann wie bei allen Springaffen nicht als Greifschwanz eingesetzt werden. Er ist überwiegend dunkel gefärbt, hat aber eine weiße Spitze. Der Kopf ist klein rundlich, charakteristisch ist dessen goldgelbe Oberseite. Die Haare an den Wangen und an der Kehle sind orangerot gefärbt.

## Verbreitung und Lebensraum
Madidi-Springaffen leben am Fuß der Anden im Norden des bolivianischen Departamento La Paz. Möglicherweise erstreckt sich ihr Verbreitungsgebiet bis in das östliche Peru. Ihr Lebensraum sind Wälder, insbesondere dicht bewachsene, wo sie in bis zu 500 Meter Höhe vorkommen.

## Lebensweise
Diese Primaten sind wie alle Springaffen tagaktive Baumbewohner. Sie bewegen sich im Geäst entweder vierbeinig oder durch Sprünge fort, wofür sie mit ihren relativ langen Hinterbeinen angepasst sind. Wie alle anderen Springaffen leben sie in monogamen Familiengruppen, die aus den Eltern und dem gemeinsamen Nachwuchs bestehen und in denen die Partner oft lebenslang zusammen bleiben. Die Gruppen bewohnen feste Reviere von etwa 17 bis 25 Hektar Größe. Mit Duettgesängen machen sie gruppenfremde Tiere auf ihr Territorium aufmerksam und verteidigen dieses notfalls auch. Ihre Nahrung besteht vorwiegend aus Früchten, in geringerem Ausmaß auch aus anderen Pflanzenteilen. Die Väter beteiligen sich intensiv an der Jungenaufzucht, sie tragen das Junge herum und übergeben es der Mutter nur zum Säugen.

## Madidi-Springaffen und Menschen
Die neue Primatenart wurde von Robert Wallace im Nationalpark Madidi im nordwestlichen Bolivien entdeckt. Statt die Art wie üblich nach einem bedeutenden Biologen oder nach taxonomischen Merkmalen zu benennen, wurde beschlossen, die Namensrechte zu versteigern, um Geld für die Organisation FUNDESNAP zu sammeln, die sich für den Erhalt der bolivianischen Nationalparks einsetzt. Bei dieser Versteigerung erhielt das Online-Casino GoldenPalace.com den Zuschlag für 650.000 US-Dollar.
Zu den Bedrohungen für diese Art zählen die Bejagung und die Zerstörung ihres Lebensraums, insgesamt wird sie aber von der IUCN als „nicht gefährdet“ (least concern) gelistet.